# Andrew Linzey

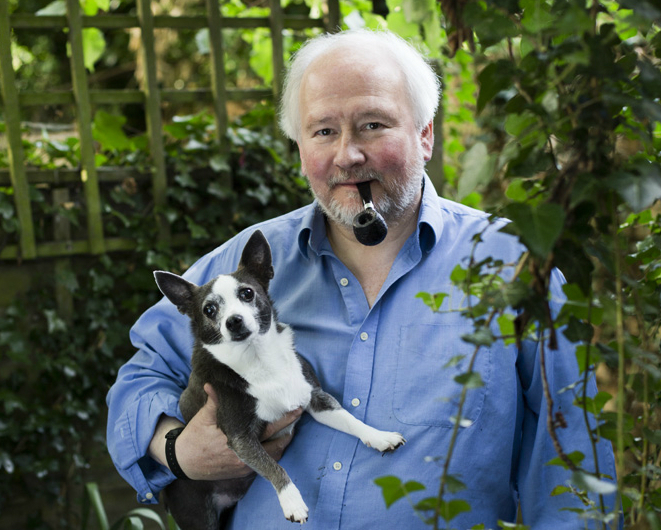
Andrew Linzey y su perro en 2015.

Andrew Linzey (nacido el 2 de febrero de 1952, Reino Unido) es un teólogo, sacerdote anglicano y escritor. Es una importante figura en la reflexión teológica sobre el valor y el cuidado de los animales, así como dentro del movimiento de cristianos vegetarianos. Trabaja como docente e investigador en la Facultad de Teología de la Universidad de Oxford.
El profesor Linzey fundó y dirige el Oxford Centre for Animal Ethics, institución académica independiente abierta en noviembre de 2006 para promover la investigación sobre ética de los animales.

## Obra
Es autor de numerosos libros sobre los derechos de los animales y su relación con la teología cristiana: Animal Rights: A Christian Perspective (1976), Christianity and the Rights of Animals (1987), Animal Theology (1994), and Why Animal Suffering Matters: Philosophy, Theology, and Practical Ethics (2009). Asimismo, es editor de la revista académica, Journal of Animal Ethic, publicada conjuntamente por el Oxford Centre y por la Universidad de Illinois. Edita, con su compañera Priscilla Cohn, unas series editoriales sobre Ética animal en Palgrave Macmillan.
Ha escrito más de 180 artículos y 20 libros sobre teología y ética. Ha ejercido su docencia tanto en Europa como en Estados Unidos. Su obra Animal Theology ha sido traducida al italiano, español (Los animales en la Teología, Herder, 1995), japonés y francés.

## Pensamiento
Linzey ha dicho: “Los animales son criaturas de Dios; no son propiedad ni recursos de los seres humanos, ni están para la utilidad o comodidad de éstos, más bien son seres preciosos a los ojos de Dios... Los cristianos, cuyos ojos están fijados en el horror de la crucifixión, se sitúan en una posición especial para entender el horror del sufrimiento inocente. La cruz de Cristo es la absoluta identificación de Dios con el débil y el vulnerable, pero sobre todo con el sufrimiento desprotegido, indefenso e inocente”.
También ha afirmado que “Los cristianos no están lejos de pensar que el gran mundo fue hecho para nosotros, con el resultado final de que los animales son vistos dentro de una perspectiva instrumental como objetos, máquinas, herramientas y productos, en vez de verlos como criaturas compañeras”. Su reivindicación es “ver a los abusadores de los animales puestos en un registro y que se prohíba retener a un animal o trabajar con ellos”.

### Del paradigma jerárquico en la creación a la fraternidad cósmica
El profesor Linzey propone pasar de un orden jerárquico entre las distintas criaturas ante Dios (que llevaría al antropocentrismo) a un "paradigma de la generosidad", donde la misión especial del ser humano es vivir ante los demás seres con las actitudes del Dios que crea, reconcilia y redime. Si el ser humano tiene un lugar especial es el de servir a las demás criaturas siguiendo a Cristo, el servidor de todos. Según Linzey, el ser humano no puede poseer a los animales, porque Dios es el único dueño de la creación. Al mismo tiempo que critica la praxis cristiana occidental en relación con el trato humano con la Tierra, también considera peligrosas ciertas éticas contemporáneas animalistas, como la de Peter Singer por su planteamiento utilitarista, aunque a veces llega a las mismas conclusiones que el filósofo australiano.

### Defensa de un vegetarianismo cristiano
Para Linzey también los cristianos están llamados a asumir una dieta vegetariana como paso previo a la realización de los "cielos nuevos y tierra nueva" (Is 66,22) donde, según el profeta Isaías, no habrá más violencia entre los seres humanos y los animales, o entre unos animales y otros (11,6-8), y así se dará un "retorno" al plan original querido por Dios antes del diluvio (Génesis 1,29-30). Los cristianos están llamados - argumenta Linzey - a practicar el vegetarianismo cuanto más les sea posible en estos tiempos escatológicos, ya que el rechazo al consumo de carne es un aspecto integral del reino de paz previsto por las Sagradas Escrituras.

## Reconocimientos
En 1990 recibió la Peaceable Kingdom Medal por su excepcional trabajo en el campo de la teología y los animales. En 2001 fue galardonado como Doctor of Divinity (D.D.) por Georfe Carey, Arzobispo de Canterbury, en reconocimiento de su “único, masivo y pionero trabajo en el área de la teología de la creación con una particular referencia a los derechos y bienestar de las criaturas sentientes de Dios”. Este es el premio más alto que el Arzobispo de Canterbury puede otorgar a un teólogo y la primera vez que se premia un trabajo que tiene por tema a los animales. En 2006, reconociendo el papel de Andrew Linzey en la creación del Oxford Centre for Animal Ethics, recibió el título honorífico de ‘Profesor de Ética Animal Henry Bergh’ en la Graduate Theological Foundation de Estados Unidos, siendo la primera vez que se concedía este título.